# 末日+5
《末日+5》（英語：Doom+5），是香港電視網絡所製作的时装科幻單元電視劇。此劇為香港電視網絡計劃轉營流動電視後首部開拍的電視劇，亦為陳錦鴻加盟香港電視後唯一一套參演的劇集。

## 演員表

### 特區政府
| 演員   | 角色       | 關係／暱稱                                                                             |
| 陳錦鴻 | 特 首      | 得悉世界末日的消息被外洩後，與通過測試的九人進行談話，並通知他們將裝上晶片追蹤他們位置 |
| 楊英偉 | 政務司司長 | 得悉世界末日的消息被外洩後，與通過測試的九人進行談話，並通知他們將裝上晶片追蹤他們位置 |
| 曾偉權 | 財政司司長 | 得悉世界末日的消息被外洩後，與通過測試的九人進行談話，並通知他們將裝上晶片追蹤他們位置 |
| 關寶慧 | 律政司司長 | 得悉世界末日的消息被外洩後，與通過測試的九人進行談話，並通知他們將裝上晶片追蹤他們位置 |

### 單元一：承諾
旁白：羅大威（姜皓文飾）
標題所指的承諾乃是羅大威多年來向眾人所作出但未能兌現的承諾。
| 演員           | 角色     | 關係／暱稱 |
| 陳子樂（童年） | 羅大威   | 電影《夜蒲3D》監製 金花之子 羅細威之兄 由兒時開始經常作出未能兌現的承諾 曾向Ada借款40萬元後一走了之，背棄其婚約承諾 曾向Jenny承諾開一部戲給她當女主角，結果背棄承諾，只給Jenny當閒角 曾假借與金牌經理人見面為名，哄騙Jenny到酒店發生性行為 曾用盡志勤的餘款，令他無錢給家用而妻離子散 於世界末日前十三小時因保護陳金娣而拒絕老闆要求陳金娣在電影脫衣，令全劇組人員失業 拍攝一齣關於劉彩的傳記電影時，承諾會起用劉德華及將電影拍攝得有聲有色 結果該承諾未獲兌現之餘，電影更創下最低票房紀錄 於拍攝該電影之宣傳片時，因未獲警方批准而令演員被逮捕 於偽冒警察時被發現被捕 於世界末日前一分鐘（23：44）成功與母親及弟弟共聚，完成其母願望 |
| 郭仲添（青年） | 羅大威   | 電影《夜蒲3D》監製 金花之子 羅細威之兄 由兒時開始經常作出未能兌現的承諾 曾向Ada借款40萬元後一走了之，背棄其婚約承諾 曾向Jenny承諾開一部戲給她當女主角，結果背棄承諾，只給Jenny當閒角 曾假借與金牌經理人見面為名，哄騙Jenny到酒店發生性行為 曾用盡志勤的餘款，令他無錢給家用而妻離子散 於世界末日前十三小時因保護陳金娣而拒絕老闆要求陳金娣在電影脫衣，令全劇組人員失業 拍攝一齣關於劉彩的傳記電影時，承諾會起用劉德華及將電影拍攝得有聲有色 結果該承諾未獲兌現之餘，電影更創下最低票房紀錄 於拍攝該電影之宣傳片時，因未獲警方批准而令演員被逮捕 於偽冒警察時被發現被捕 於世界末日前一分鐘（23：44）成功與母親及弟弟共聚，完成其母願望 |
| 姜皓文         | 羅大威   | 電影《夜蒲3D》監製 金花之子 羅細威之兄 由兒時開始經常作出未能兌現的承諾 曾向Ada借款40萬元後一走了之，背棄其婚約承諾 曾向Jenny承諾開一部戲給她當女主角，結果背棄承諾，只給Jenny當閒角 曾假借與金牌經理人見面為名，哄騙Jenny到酒店發生性行為 曾用盡志勤的餘款，令他無錢給家用而妻離子散 於世界末日前十三小時因保護陳金娣而拒絕老闆要求陳金娣在電影脫衣，令全劇組人員失業 拍攝一齣關於劉彩的傳記電影時，承諾會起用劉德華及將電影拍攝得有聲有色 結果該承諾未獲兌現之餘，電影更創下最低票房紀錄 於拍攝該電影之宣傳片時，因未獲警方批准而令演員被逮捕 於偽冒警察時被發現被捕 於世界末日前一分鐘（23：44）成功與母親及弟弟共聚，完成其母願望 |
| 馮素波         | 金 花    | 報販 羅大威、羅細威之母 對其兩子均不踏實做人感到灰心 |
| 呂栢輝         | 羅細威   | 大學生 金花之子 羅大威之弟 經常遊行、示威及佔領街頭 於彌敦道進行非法佔領時被捕 |
| 林熹瞳         | 陳金娣   | 藝名安娜 電影《夜蒲3D》女主角 險須在電影中作脫衣演出，得羅大威保護下辭演電影 |
| 黃芷晴         | 萌 萌    | 羅大威之助手 |
| 黃澤鋒         | 耀 輝    | 攝影師 |
| 趙敏通         | 志 勤    | 羅大威之朋友 因信任羅大威將自己的餘款全部給予他，結果令自己無錢給家用，令妻兒回到娘家 |
| 劉依靜         | Jenny    | 女演員 |
| 陳宛蔚         | Ada      | 羅大威前女友 |
| 曾啟綸         | 劉 彩    | 精彩哥 忠青社元老 於22歲創立社團忠青社 在羅大威吹噓下，答應羅大威要求投資電影，最後票房慘淡，成為最低票房電影 參見單元五 |
| 黃文標         | 老 闆    | 電影《夜蒲3D》投資者 |
| 楊鴻俊         | 鄭世昌   | 電影導演 |
| 余采霖         |          | 銀行職員 |
| 張國洪         | 悍 匪    | |
| 何慶輝         | 悍 匪    | |
| 鄺佐輝         | 警長甲   | |
| 湯俊明         | 便衣警員 | |
| 劉秉賓         | 便衣警員 | |
| 黃經緯         | CIB      | |
| 許明志         | CIB      | |
| 黃冠斌         | CIB      | |

### 單元二：復活
旁白：李日材（潘燦良飾）
標題所指的復活乃是李日材第三層夢境中在末日後死而復生的情景，從而帶出人生中的反思。
| 演員           | 角色       | 關係／暱稱 |
| 黃浩霆（青年） | 李日材     | 商人 於15歲時在餐廳吃飯因遺失銀包而欠17元才能結賬，結果尋得張家欣為他們付賬而邂逅她 於後來請張家欣到餐廳吃飯開始男女朋友關係，但於結婚後三年已有外遇 曾在張家欣懷孕四個月時錯手將她推落樓梯以致流產 曾唆擺其父賣掉舖位，入股自己公司 因得悉末日的消息，變得不再遵守法律和道德 在第一層夢境遇見Sam時，以煙灰缸襲擊他 於第二層夢境接到家欣的電話後感到極度憤怒而超速駕駛，其後因拿電話而撞向停泊中車輛昏迷 第三層夢境中昏迷後12小時於末日後四分鐘（23：49）醒來，醒來後的香港變成空無一人 第三層夢境中末日後一小時（00：45）遇見其胎死腹中的女兒 第三層夢境中末日後一小時（00：45）遇見其亡父 本對其亡父存有敵意，後跟他回家時發現其鼻腐爛後落荒而逃 第三層夢境中末日後一小時（00：45）遇見15歲的自己，並與當時的自己交談 最後的第三層夢境結束，夢見自己被貨車撞擊而入院（第一層夢境） 實為在現實中未能通過精神檢測被拘留，因情緒激動而被注射鎮靜劑 （註：角色在酒店內的事乃是第一層夢境、失事汽車情節為第二層夢境、末日後的事則為第三層夢境） |
| 潘燦良         | 李日材     | 商人 於15歲時在餐廳吃飯因遺失銀包而欠17元才能結賬，結果尋得張家欣為他們付賬而邂逅她 於後來請張家欣到餐廳吃飯開始男女朋友關係，但於結婚後三年已有外遇 曾在張家欣懷孕四個月時錯手將她推落樓梯以致流產 曾唆擺其父賣掉舖位，入股自己公司 因得悉末日的消息，變得不再遵守法律和道德 在第一層夢境遇見Sam時，以煙灰缸襲擊他 於第二層夢境接到家欣的電話後感到極度憤怒而超速駕駛，其後因拿電話而撞向停泊中車輛昏迷 第三層夢境中昏迷後12小時於末日後四分鐘（23：49）醒來，醒來後的香港變成空無一人 第三層夢境中末日後一小時（00：45）遇見其胎死腹中的女兒 第三層夢境中末日後一小時（00：45）遇見其亡父 本對其亡父存有敵意，後跟他回家時發現其鼻腐爛後落荒而逃 第三層夢境中末日後一小時（00：45）遇見15歲的自己，並與當時的自己交談 最後的第三層夢境結束，夢見自己被貨車撞擊而入院（第一層夢境） 實為在現實中未能通過精神檢測被拘留，因情緒激動而被注射鎮靜劑 （註：角色在酒店內的事乃是第一層夢境、失事汽車情節為第二層夢境、末日後的事則為第三層夢境） |
| 陳綺雯（青年） | 張家欣     | 李日材之妻 於年輕時因協助李日材結帳而認識他 發現李日材有外遇後，以為可以用胎兒維繫彼此關係，結果被錯手推下樓梯 另結新歡後，主動要求與李日材離婚 |
| 李焯寧         | 張家欣     | 李日材之妻 於年輕時因協助李日材結帳而認識他 發現李日材有外遇後，以為可以用胎兒維繫彼此關係，結果被錯手推下樓梯 另結新歡後，主動要求與李日材離婚 |
| 胡炯龍         | Sam        | 家欣之年青外遇 在李日材第一層夢境中被他以煙灰缸襲擊 |
| 黎彼得         | 李東成     | 李日材之父 於三年前冬至時因心臟病發離世 因未能與兒子吃團年飯而心願未了 於李日材的第三層夢境中的末日後一小時與其子重遇，並催促他回家吃團年飯 |
| 王溱怡         | 女 孩      | 李日材夢中夢的復生胎兒 於夢境中第一個與其重遇，其後因李日材得悉她的身份後落荒而逃 最後因害怕下樓梯請求李日材協助，但李日材逃走，畫面亦結束 |
| 鍾 煌          | 侍 應      | 於廿年前拒絕為李日材一行人代為付賬 |
| 沈穎婷         | 酒店服務員 | 要求李日材停止於室內吸煙 於夢中夢的李日材拒絕合作，於夢中的李日材合作 |
| 古天祥         | 醫 生      | 診治李日材 |

### 單元三：Monica
旁白：游美玲（龔慈恩飾）
標題所指的Monica可指為已故歌手張國榮於1984年推出的歌曲《Monica》，亦可指為游美玲失去林芷瑩的悔疚和無常。
劇中所輯錄的張國榮歌曲： 為你鍾情、共同渡過、由零開始、Monica
| 演員           | 角色           | 關係／暱稱 |
| 鮑康兒（青年） | 游美玲         | 關沖之妻 Ceci之母 為人關顧家庭，為典型家庭主婦 在中山出生，一直不敢與別人談及這件事 少年時為譚詠麟的粉絲，遇到林芷瑩後訛稱為張國榮之粉絲而結識她 少年時轉校後第一個好友為林芷瑩，後誤以為林芷瑩喜歡關沖，於1991年因他而反目 於婚後與關沖感情平淡 |
| 龔慈恩         | 游美玲         | 關沖之妻 Ceci之母 為人關顧家庭，為典型家庭主婦 在中山出生，一直不敢與別人談及這件事 少年時為譚詠麟的粉絲，遇到林芷瑩後訛稱為張國榮之粉絲而結識她 少年時轉校後第一個好友為林芷瑩，後誤以為林芷瑩喜歡關沖，於1991年因他而反目 於婚後與關沖感情平淡 |
| 李芷琪（青年） | 林芷瑩         | Monica、Miss Lam 因張國榮一曲《Monica》而將自己的英文名改為Monica 為人有義氣，經常為人出頭 少年時同學Amy被一名名為張志明的同學欺騙感情，但錯誤找關沖晦氣 少年時與關沖和游美玲為好友 暗戀游美玲，於1991年因關沖而反目，其後一直掛念著她 後來回到母校玫瑰堂中學任教，於2010年離職 與學生感情深厚，但與同事則關係冷淡 於2016年因腦癌去世，離世前留下一段短片給游美玲，說明她對美玲的愛意 |
| 劉玉翠         | 林芷瑩         | Monica、Miss Lam 因張國榮一曲《Monica》而將自己的英文名改為Monica 為人有義氣，經常為人出頭 少年時同學Amy被一名名為張志明的同學欺騙感情，但錯誤找關沖晦氣 少年時與關沖和游美玲為好友 暗戀游美玲，於1991年因關沖而反目，其後一直掛念著她 後來回到母校玫瑰堂中學任教，於2010年離職 與學生感情深厚，但與同事則關係冷淡 於2016年因腦癌去世，離世前留下一段短片給游美玲，說明她對美玲的愛意 |
| 陳家樂（青年） | 關 沖          | 游美玲之夫 Ceci之父 少年時與游美玲和林芷瑩為好友 |
| 張松枝         | 關 沖          | 游美玲之夫 Ceci之父 少年時與游美玲和林芷瑩為好友 |
| 湯 怡          | Ceci           | 游美玲、關沖之女 |
| 杜飛龍         | 關沖之下屬     | 因表現欠佳被關沖斥責 |
| 嘉 駿          | 關沖之下屬     | 因表現欠佳被關沖斥責 |
| 侯建民         | 關沖之中學同學 | |
| 張鴻熙         | 關沖之中學同學 | |
| 李安娜         | Amy            | 游美玲和林芷瑩之中學同學 |
| 高俊文         | 老師           | 玫瑰堂中學教師 與林芷瑩已經為最相熟同事 |
| 陳詩慧         | 女主音         | |
| 傅楚惠         | Rebecca        | 林芷瑩之朋友 |
| 許俊豪         | 男同學         | Ceci鄰系三年級學生 單戀Ceci，買通別人得悉Ceci的行蹤 |
| 李煌生         | 莊文軒         | 東區醫院醫生 林芷瑩之前夫 |

### 單元四：出軌
旁白：梁炳基（陸駿光飾）
標題所指的出軌是指梁炳基在婚姻中出軌，亦可解讀為人突然放棄人生的固有模式，選擇新的生活。
| 演員           | 角色     | 關係／暱稱 |
| Justin（童年） | 梁炳基   | George 銀行分行經理 網名霍元甲 方慧兒之夫，自中一起已結識她，經常被她侮辱 由兒時開始幻想有杜童此角色，實為投射其心中不敢做的事的角色 於年輕時受杜童慫恿下與方慧兒發生性行為，被方慧兒以此脅逼與她結婚 原本在末日前13小時依然與方慧兒度過，害怕被其斥責，但最後決定外出嫖妓 遇到小燕子後，付錢要求她回家陪伴父親 遇到臨盆孕婦時被她抓着下體，最後陪她到醫院分娩 最後與Fiona發生性關係 |
| 陸駿光         | 梁炳基   | George 銀行分行經理 網名霍元甲 方慧兒之夫，自中一起已結識她，經常被她侮辱 由兒時開始幻想有杜童此角色，實為投射其心中不敢做的事的角色 於年輕時受杜童慫恿下與方慧兒發生性行為，被方慧兒以此脅逼與她結婚 原本在末日前13小時依然與方慧兒度過，害怕被其斥責，但最後決定外出嫖妓 遇到小燕子後，付錢要求她回家陪伴父親 遇到臨盆孕婦時被她抓着下體，最後陪她到醫院分娩 最後與Fiona發生性關係 |
| 鄧子峰（童年） | 杜 童    | 梁炳基幻想出來的人，實為其心中把自己不敢做的事展現出來的一個投射 於2005年梁炳基結婚當日人間蒸發，後在大廈天台重遇梁炳基 為人思想成熟，經常引導梁炳基進行突破自己的事 其後成功勸勉梁炳基，到旺角五街嫖妓 其後一直引導梁炳基 到其與Fiona發生性關係後，梁炳基完成心中的枷鎖而消失 |
| 陳少邦         | 杜 童    | 梁炳基幻想出來的人，實為其心中把自己不敢做的事展現出來的一個投射 於2005年梁炳基結婚當日人間蒸發，後在大廈天台重遇梁炳基 為人思想成熟，經常引導梁炳基進行突破自己的事 其後成功勸勉梁炳基，到旺角五街嫖妓 其後一直引導梁炳基 到其與Fiona發生性關係後，梁炳基完成心中的枷鎖而消失 |
| 梁寶琪         | 小燕子   | 援交學生 葉啟發之女，只在月尾回家取零用錢 於1999年與梁炳基相識的網友同名 |
| 陳佩思         | 方慧兒   | 梁炳基之妻，自中一起已結識 為人潑辣 |
| 詹秉熙         | 葉啟發   | 銀行經理 梁炳基之友 小燕子之父 被其女欺負 |
| 關伊彤         | Fiona    | 於酒吧內與梁炳基相遇 其夫於2002年北上開設電子廠，其秘書順理成章地成為他的情婦 最後與梁炳基發生性關係 |
| 何婷恩         | 莎 莎    | 七樓B妓女 廣受網友歡迎，評價有五粒星 |
| 朱婉儀         | 大肚婦人 | 於升降機內臨盆 抓著梁炳基的大腿發洩痛楚 |
| 成逸飛         | 大 蝦    | 梁炳基小學同學，經常欺負他 被梁炳基扔下水彈報復 |

### 單元五：警服
旁白：張子樂（王宗堯飾）
標題所指的警服是指劇中張子樂女兒希望他穿回家的一套警服，亦可解讀為重投正義的象徵。
| 演員   | 角色           | 關係／暱稱 |
| 王宗堯 | 張子樂         | 阿樂、樂哥 忠青社頭目 王寧之前度男朋友 於加入忠青社的第三年為爭奪荃灣一條小巴線的控制權而斬傷主事人而被判監兩年 於羈留中心內認識細雞，並毆打他十三拳後成為自己的手下 於末日前十三小時決定尋找王寧及其女兒，並獲得唯一一次見面機會 於末日前應其女要求借得警服 因細雞取得的為一套真實警服而警服的通訊器有全球衛星定位而被追緝 後到將軍澳琪琪幼稚園尋找其女兒，但遇上有瘋子持刀挾持學生事件 後趁瘋子向自己襲擊時開槍擊斃他 最後逃到車房被細雞以士巴拿擊傷，但仍拍攝一張自己穿著警服的照片傳給女兒 最後因失血過多而於末日前一分鐘死於車房內 |
| 謝珊珊 | 王 寧          | Ling 張子樂之前度女友 與張子樂育有一女兒，為單親家庭 任職化妝店銷售員 於2011年在電車上偶遇張子樂而相識 因不忍心看見張子樂在黑幫內受傷害而逼他在自己與黑幫之間作出抉擇，最後張子樂決定繼續留在黑幫內 一直欺騙女兒張子樂為一個警察 |
| 高卓嵐 | 王樂瞳         | 張子樂、王寧之女兒 於末日前要求張子樂穿警服回家給她拍照 被張子樂誤以為自己仍在幼稚園內 |
| 麥子樂 | 細 雞          | 忠青社社員 於羈留中心內挑釁張子樂，被他毆打後成為他的手下 在忠青社內經常犯錯而須張子樂解圍 於末日前應張子樂要求為他提供一套警服，但卻是打傷一個警員而取得 因張子樂爽約而令自己身受罪名並被毒打一頓 最後於車房內以士巴拿打死張子樂 |
| 曾啟綸 | 劉 彩          | 精彩哥 忠青社元老 因有成員犯下大錯而提出以八萬元頂罪，後細雞曾願意但最後反悔而懲罰他 最後因事情被揭穿而身受罪名 參見單元一 |
| 鄭家生 | 黑幫叔父       | 忠青社元老 |
| 趙俊銘 |                | 精彩哥手下 |
| 陳積榮 |                | 精彩哥手下 |
| 游 飈  | 瘋 漢          | 持刀挾持琪琪幼稚園學生及老師要求他們陪他唱歌 最後欲襲擊張子樂時被他開槍擊斃 |
| 余天欣 | 幼稚園老師     | 琪琪幼稚園音樂老師 被瘋漢持刀挾持彈琴 |
| 冼灝英 | 茶餐廳外賣夥計 | 贈予假裝警察的張子樂一杯檸檬茶，並推薦他到茶餐廳用膳 |
| 鄧博軒 | 喪 標          | 張子樂之手下 |
| 莊兆麟 | 紅 蕃          | 張子樂之手下 |
| 張雅麗 | 新聞報導員     | 報導琪琪幼稚園持刀挾持案 |
| 陳思齊 | 化妝店售貨員   | 王寧之同事 |
| 余嘉軒 | 敬禮男孩       | 向假裝警察的張子樂敬禮 |

## 記事
- 2014年1月20日：此劇舉行開鏡拜神。
- 2014年3月9日：此劇煞科。
- 2015年6月8日：第一集中約七分鐘片段上載至YouTube及香港電視應用程式供網民欣賞。
- 2015年6月11日：第一集預告上載至YouTube供網民欣賞。
- 2015年6月12日：第二至五集預告上載至YouTube供網民欣賞，為首次於劇集未播映前一日時上載該劇數的預告。
- 2015年11月15日：此劇由陳詩慧獻唱的插曲《It's My Dream》於新城知訊台兒童節目《星期日大菠蘿》內環節「新城勁爆勵志‧兒歌榜」內成為冠軍歌曲，成為 HKTV 香港電視網絡首支奪得電台音樂排行榜冠軍歌的歌曲。

## 製作團隊
| - 總導演：黃國強 - 編審：黃偉強 - 導演：黃國強、伍冠楨、劉嘉璧、黃思遠、朱禮和 - 副導演：黃嵐暉、謝德立、楊燕玲、曹活明 - 編劇：麥世龍、郭逸材、葉鈺瀛 - 製片：劉嘉璧 - 助理製片：胡靜宜 - 化粧：湯欣欣、黃偉文 - 化粧指導：胡鳳美 - 特技化粧：陳志陽 - 髮型：王伯僑、盧志民 - 髮型指導：廖海明 - 服裝設計：何潔迎 - 服裝：盧素容、司徒慧筠 - 服裝指導：丁羡儀 - 美術指導：吳綺旋 - 副美術指導：鄒舜君、梁玉蓮 | - 攝影師：蘇玉成、伍文尊 - 攝影助手：李德邦 - 收音師：吳明正、曾玉枚 - 收音助手：霍建霆 - 燈光師：陳昇、趙雄安 - 燈光助手：趙文俊 - 視像效果： - 劇務：曾國華 - 置景道具：王志雄 - 營造統籌：鄒旭年 - 剪接：袁曦嶢 - 視覺特技指導：譚景強 - 數碼合成：李自力 - 電腦動畫：吳銘賢、劉智平、張永奇 - 配音混錄、配音效果：iZone Sound Design - 配樂指導：陳詩慧 - 製作聯絡：歐偉達 - 製作聯絡助理：劉心賢、葉俊傑、葉柏麟 |

## 外部連結
- YouTube上的末日+5 第一集片段

## 節目變遷
| 马来西亚 Astro雙星、Astro双星HD 星期日至四 19:00－20:00 節目 | 马来西亚 Astro雙星、Astro双星HD 星期日至四 19:00－20:00 節目 | 马来西亚 Astro雙星、Astro双星HD 星期日至四 19:00－20:00 節目 |
| ------------------------------------------------------------ | --- | ------------------------------------------------------------ |
|                                                              | 末日+5 （2015年6月14日－6月18日） |                                                              |
| 還來得及再愛你 （2015年6月1日－6月11日）                     | 惡毒老人同盟（第1－15集） （2015年6月21日－7月9日） （19:00－19:30）自己的賽場 （2015年6月21日） （19:30－20:00）一男 （2015年6月22日） （19:30－20:00）摔角手獵人 （2015年6月23日） （19:30－20:00）噴水手指 （2015年6月24日） （19:30－20:00）少林作家 （2015年6月25日） （19:30－20:00） |                                                              |

| cHK香港台 星期一至五 22:00－23:00 節目 6月19日 22:05－23:00 | cHK香港台 星期一至五 22:00－23:00 節目 6月19日 22:05－23:00                                              | cHK香港台 星期一至五 22:00－23:00 節目 6月19日 22:05－23:00 |
| ----------------------------------------------------------- | --- | ----------------------------------------------------------- |
|                                                             | 末日+5 （2015年6月15日－6月19日）                                                                        |                                                             |
| 還來得及再愛你 （2015年6月2日－6月12日）                    | 惡毒老人同盟 （2015年6月22日－7月17日） （22:00－22:30）挑戰 （2015年6月22日－7月14日） （22:30－23:00） |                                                             |

| 香港電視網絡 星期一至五 19:00－20:00 節目 | 香港電視網絡 星期一至五 19:00－20:00 節目                                                                         | 香港電視網絡 星期一至五 19:00－20:00 節目 |
| ----------------------------------------- | --- | ----------------------------------------- |
|                                           | 末日+5 （2015年6月15日－6月19日）                                                                                 |                                           |
| 還來得及再愛你 （2015年6月2日－6月12日）  | 惡毒老人同盟 （2015年6月22日－7月17日） （19:00－19:30）Shopping Hero （2015年6月22日－7月23日） （19:30－20:00） |                                           |

| 香港電視網絡 星期六 06:00－07:00 節目（其他重播時段請參見這裡） | 香港電視網絡 星期六 06:00－07:00 節目（其他重播時段請參見這裡） | 香港電視網絡 星期六 06:00－07:00 節目（其他重播時段請參見這裡） |
| --------------------------------------------------------------- | --------------------------------------------------------------- | --------------------------------------------------------------- |
|                                                                 | 末日+5 （2015年8月1日－8月30日）                                |                                                                 |
| 新增時段                                                        | 驚異世紀 （2015年9月5日 - 11月1日）                             |                                                                 |

| 香港電視網絡 星期一至五 08:00－09:00 節目（其他重播時段請參見這裡） 10月21日 08:30－09:30 | 香港電視網絡 星期一至五 08:00－09:00 節目（其他重播時段請參見這裡） 10月21日 08:30－09:30 | 香港電視網絡 星期一至五 08:00－09:00 節目（其他重播時段請參見這裡） 10月21日 08:30－09:30 |
| ----------------------------------------------------------------------------------------- | ----------------------------------------------------------------------------------------- | ----------------------------------------------------------------------------------------- |
|                                                                                           | 末日+5 （2015年10月21日 - 10月27日）                                                      |                                                                                           |
| 我阿媽係黑玫瑰 （2015年10月8日－10月20日）                                                | 還來得及再愛你 （2015年10月28日－11月9日）                                                |                                                                                           |

Template:即將推出的香港電視劇集